# The Magnificent Ambersons (1942)

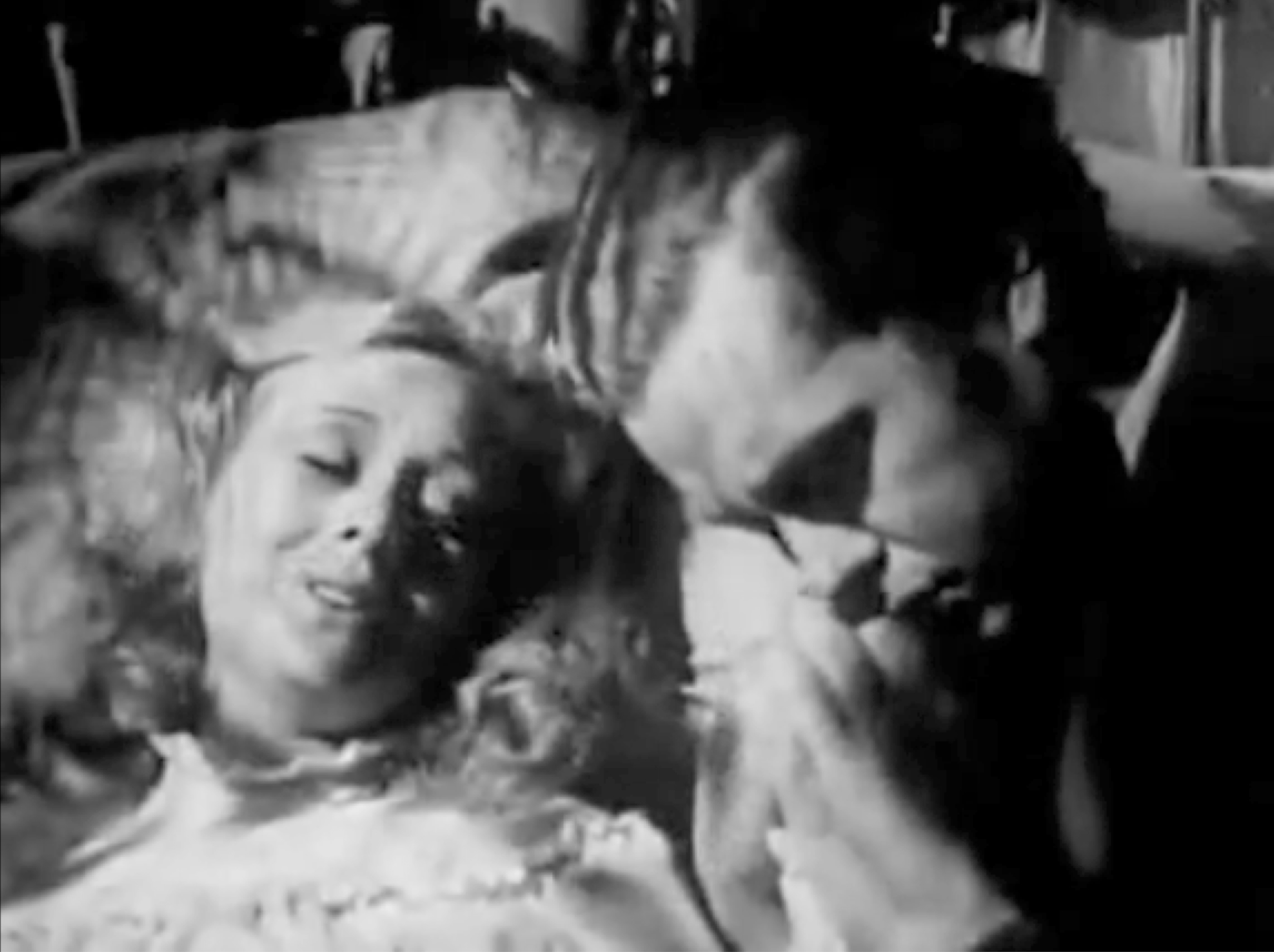
Dolores Costello e Tim Holt em outra cena retirada do trailer do filme.

The Magnificent Ambersons é um filme estadunidense de 1942, do gênero drama, dirigido por Orson Welles e estrelado por Joseph Cotten e Dolores Costello.

## Sinopse
A bela Isabel reina na mansão Amberson, a mais espetacular de Indianápolis. Isabel ia casar-se com Eugene, brilhante inventor, mas ele a humilhou em público um dia e ela acabou se decidindo por Wilbur Minafer. O casal tem um filho, George, arrogante, invejoso, intratável. Após a morte de Wilbur, Eugene, agora rico fabricante de automóveis, corteja novamente Isabel, que o aceita. George, porém, deseja a mãe só para si e faz de tudo para atrapalhar o namoro. Com a ajuda da tia Fanny, ele provoca e também acaba vítima de uma série de infortúnios que se abate sobre os Ambersons.

## Elenco
| Ator/Atriz       | Personagem     |
| ---------------- | -------------- |
| Joseph Cotten    | Eugene         |
| Dolores Costello | Isabel         |
| Anne Baxter      | Lucy           |
| Tim Holt         | George         |
| Agnes Moorehead  | Fanny          |
| Ray Collins      | Jack           |
| Erskine Sanford  | Roger Bronson  |
| Richard Bennett  | Major Amberson |
| Orson Welles     | Narrador       |

## Produção
O filme foi muito mal recebido pela plateia quando de sua primeira exibição: vaias, risos nas horas erradas, ofensas ao elenco. Diante disso, o presidente da RKO Pictures ordenou um corte de aproximadamente 40 minutos ao montador Robert Wise. Isso foi feito à revelia do diretor Welles, que, àquela altura, estava no Brasil rodando o nunca terminado It's All True. Apesar de ter ganhado ritmo, os espectadores continuaram a reclamar—agora do final pessimista. Assim, outro final foi feito, também sem a intervenção de Welles. Por fim, o filme acabou reduzido de 148 para meros 88 minutos de duração e lançado em programas duplos com a comédia classe B Mexican Spitfire Sees a Ghost. A estratégia não funcionou: a película foi largamente ignorada pelo público e recebeu fria recepção da maioria da crítica.
Apesar do diretor ter se sentido compreensivelmente ultrajado, o que sobrou ainda é tremendamente impressionante e, após revisões, tem recebido as bênçãos da crítica. Para mostrar as transformações no sistema sócio-econômico dos Estados Unidos no século XX, através da deterioração da orgulhosa porém moribunda família Amberson, Welles fez uso de impactantes técnicas cinematográficas—longas tomadas, composição em profundidade, diálogos sobrepostos, montagem elíptica e contrastes extremos de luz e sombra.
Para contar essa história, baseada no romance homônimo de Booth Tarkington, lançado em 1918, Welles contou com um elenco magnífico, a começar por Joseph Cotten, Dolores Costello, Anne Baxter e Agnes Moorehead (indicada ao Oscar). A maior surpresa, entretanto, foi o cowboy de faroestes de segunda linha Tim Holt, que deu uma interpretação brilhante à figura central de George Amberson Minifer. Destacam-se ainda na produção a fotografia e a direção de arte, que também receberam indicações ao Oscar, além da trilha sonora (de Bernard Herrmann) e da mixagem de som.
The Magnificent Ambersons custou aos cofres da RKO $1,125,000 e resultou em um prejuízo de $624,000.
O livro de Tarkington já havia sido filmado anteriormente, em plena era muda, sob o título Pampered Youth (1925).

## Premiações
| Prêmio | Categoria | Situação |
| ------ | --- | -------- |
| Oscar  | Melhor Filme Melhor Atriz Coadjuvante (Agnes Moorehead) Melhor Fotografia (Preto e Branco) Melhor Direção de Arte | Indicado |

- Agnes Moorehead recebeu o prêmio NYFCC de 1942, na categoria Melhor Atriz.